# Цельсий, Андерс
А́ндерс Це́льсий (швед. Anders Celsius) (27 ноября 1701, Уппсала, Швеция — 25 апреля 1744, там же) — шведский астроном, геолог и метеоролог (в XVIII веке геология и метеорология считались частью астрономии), создатель новой для своего времени шкалы для измерения температуры, впоследствии получившей его имя.
Профессор математики и астрономии Уппсальского университета (1730—1744). Среди его учеников был Юхан Валлериус.

## Температурная шкала Цельсия
Цельсий предложил шкалу, в которой температура тройной точки воды (эта температура практически совпадает с температурой плавления льда при нормальном давлении) принималась за 100, а температура кипения воды — за 0. В 1745 году, уже после смерти Цельсия, шкала была перевёрнута Карлом Линнеем (за 0 стали принимать температуру плавления льда, а за 100 — кипения воды), и в таком виде используется до нашего времени.

## Экспедиция по измерению меридиана в 1 градус
Вместе с французским астрономом Пьером Луи Моро де Мопертюи участвовал в экспедиции с целью измерения отрезка меридиана в 1 градус в Лапландии. Аналогичная экспедиция была организована на экваторе, на территории нынешнего Эквадора. Сравнение результатов подтвердило предположение Ньютона, что Земля представляет собой эллипсоид, сплюснутый у полюсов.

## Открытие связи северного сияния с магнетизмом
Наблюдал Северное сияние и описал более 300 своих и чужих наблюдений. Обнаружил, что отклонения стрелки компаса взаимосвязаны с интенсивностью сияния. На этом основании сделал заключение, что природа Северного сияния связана с магнетизмом.

## Основание обсерватории
В 1741 году основал Уппсальскую астрономическую обсерваторию. Весьма точно измерил яркость 300 звёзд, используя систему одинаковых стеклянных пластин, поглощающих свет.

## Родственники Цельсия
Отец Андерса Цельсия, Нильс Цельсий (1658—1724), и оба деда, Магнус Цельсий (1621—1679) и Андерс Споле (1630—1699), тоже были профессорами. Учёными были и многие другие родственники Андерса Цельсия, в том числе его дядя Улоф Цельсий (1670—1756), теолог, ботаник, историк и востоковед.

## Смерть Цельсия
Андерс Цельсий умер 25 апреля 1744 года в родном городе от туберкулёза.

## Присвоения имён
В дополнение к температурной шкале, в честь Цельсия назван астероид 4169. Шведский астронавт Кристер Фуглесанг участвовал в ЕКА под названием Celsius Mission (Миссия Цельсия). Несколько улиц в Швеции названы в честь Цельсия, в том числе и в Стокгольме, Гётеборге, Мальмё и Уппсале. Даже шведская оборонно-промышленная группа Celsius AB была названа в честь Андерса Цельсия.